# نبرد نهروان
جنگ نهروان (به عربی: معرکة النهروان) نبردی بوده است که در ۹ صفر ۳۸ قمری بین سپاهیان علی بن ابی‌طالب و خوارج روی داد.

## لشکرکشی به شام
پس از حکمیت اول هنگامی که علی فهمید معاویه بیعت با علی را به عنوان خلیفه نمی‌پذیرد تمامی روابط با وی را قطع کرد. علی سعی کرد سپاهی را سامان دهد و از مسلمانان خواست با کسانی بجنگند که بر شیوه کسری و قیصر حکومت می‌کنند و بندگان خدا را به خدمت می‌گیرند. علی از خوارج نیز برای پیوستن به جنگ علیه معاویه دعوت کرد اما آن ها پافشاری کردند که علی اول اقرار به توبه از کفری کند که از نظرشان با پذیرش حکمیت مرتکب شده بود.

## شورش خوارج
در همین ایام که علی در راه شام بود، خوارج دست به کشتن افرادی نظیر عبدالله بن خباب بن ارت و همسر باردارش زدند، که با آنها اختلاف دیدگاه داشتند؛ لذا سپاه علی و به‌خصوص اشعث بن قیس از وی خواستند که نخست با خوارج برخورد کند، چون از جانب آنها برای خویشان و اموال خود احساس ناامنی می‌کردند؛ لذا علی در ابتدا به نهروان رفت تا با مخالفان تعامل کند. هرچند نظر اکثریت سپاه بر این بود، اما برخی سپاه را ترک کردند. علی از خوارج خواست که قاتلان را تسلیم کنند، اما آنها در پاسخ گفتند جملگی این قتل‌ها را مرتکب شده و ریختن خون شیعیان علی را حلال می‌دانند.

## نبرد
نبرد نهروان به روایت بلاذری در ۹ صفر سال ۳۸ هجری (حدوداً ۱۷ ژوئیه سال ۶۵۸ میلادی) رخ داد، اما مادلونگ بیشتر احتمال می‌دهد که نبرد طبق روایت ابومخنف در ذی الحجه سال ۳۷ هجری مقارن با نیمه ماه مه سال ۶۵۸ میلادی رخ داده باشد. علی و برخی از اصحابش از خوارج خواستند که دست از دشمنی و جنگ بردارند، اما آنها نپذیرفتند. سپس علی پرچم عفو را دست ابوایوب انصاری داد و اعلام کرد هر کس نزد آن پرچم برود و همچنین اگر کسی از خوارج نهروان را ترک کند و مرتکب قتلی نشده باشد، در امان است. بدین ترتیب صدها تن از خوارج از سپاهشان جدا شدند و از حدود ۴۰۰۰ نفر تنها ۱۵۰۰ یا ۱۸۰۰ تن باقی ماندند. نهایتاً علی منتظر ماند تا خوارج نبرد را آغاز کنند و سپس با سپاهی حدوداً چهارده هزار نفری به باقی‌مانده لشکر خوارج یورش برد. از سپاه علی بین ۷ تا ۱۳ نفر کشته شدند، حال آنکه تقریباً همه خوارجی که دست به شمشیر بردند کشته و زخمی شدند. علی دستور داد زخمیان خوارج به قبایلشان تحویل گردند تا مداوا شوند. در سال‌های بعد نیز پنج شورش هر بار توسط چند صد نفر از خوارج علیه علی انجام شد و هر بار شکست خورد.

## نتایج
مادلونگ می‌نویسد نبرد با خوارج چالش برانگیزترین رخداد دوران خلافت علی بود. هرچند از دید یک دولتمرد عادی جنگ با شورشیان بیعت شکن خونریزی که آشکارا تهدید به قتل دیگران می‌کردند معقول و بلکه ضروری بود، اما اینان پیش از این از همراهان علی و همچون خود وی از مخلص‌ترین باورمندان به قرآن بودند. آنها می‌توانستند از پرشورترین متحدان علی در مقابله با انحراف از قرآن باشند. اما علی نمی‌توانست به درخواست آنان اقرار به کفر خود کند یا دیگر مسلمانان را کافر بداند. یا آنکه از قتل‌هایی که مرتکب شده بودند چشم پوشی کند. به هر حال بعد از این رخداد، اولویت نخست علی آن که مجدداً در میان قاریان قرآن نفاق ایجاد کند. هرچند علی درصدد بود که مستقیماً از نهروان به سوی شام لشکرکشی کند، اما سپاهش به رهبری اشعث بن قیس با شِکوِه از فقدان توشه جنگی او را مجبور به حرکت به سمت کوفه کردند و در آنجا لشکرگاه را ترک کردند. پوناوالا می‌نویسد کشتار منتجه از سوی بسیاری از افراد، تقبیح شد و فرار کردن سربازان از سپاه علی، وی را مجبور کرد تا به کوفه بازگردد و نتواند به سمت معاویه لشکر کشی کند.